# Blossi Emili Draconti
|  | «Draconti» redirigeix aquí. Vegeu-ne altres significats a «Draconti (desambiguació)». |

Blossi Emili Draconti (en llatí: Blossius Aemilius Dracontius), conegut simplement com a Draconti, fou un poeta llatí de religió cristiana natural del nord d'Àfrica que va viure al segle v. Es conserven diverses obres que li són atribuïbles, algunes de caràcter religiós, altres de caràcter mitològic, altres que són composicions poètiques breus i un panegíric.

## Vida
Sembla que Draconti va néixer a l'Àfrica a la primera meitat del segle v, abans de la conquesta vàndala el 435 aC, en una família benestant que li permeté una bona educació en retòrica a Cartago, on va exercir com a home de lleis. Sembla que, després de la conquesta, la família hauria patit la confiscació dels seus béns i ell mateix hauria acabat a la presó. Posteriorment, recobrà la seva posició, aparentment durant el regnat de Gundamund (484 - 496), al qual dedicà un panegíric com a disculpa.
S'ha dit que la família de Draconti podria haver estat originària d'Hispània i que, després del perdó del rei Gundamund, s'hauria pogut traslladar al sud d'Itàlia. També s'ha especulat que fos prevere.

## Obra
Draconti destacà com a poeta, amb composicions en hexàmetres i en dístics elegíacs. L'estil de les seves obres denota clarament que l'autor havia estudiat amb profunditat els clàssics llatins.
La seva primera obra conservada són les Romúlees, una col·lecció de nou peces hexamètriques de temàtica mitològica, entre les quals una dedicada a Hilas, una sobre el rapte d'Hèlena i una altra amb la història de Medea. També formen part uns dístics elegíacs dedicats a l'emperador Teodosi II, on l'autor demana perdó pels errors comesos i s'excusa per no haver celebrat totes les victòries de l'emperador.
La seva obra principal s'intitula De laudibus dei, en tres llibres i 2.300 versos hexamètrics. Un fragment d'uns 500 versos del llibre I d'aquesta obra, el qual narra els sis dies de la creació, va circular a l'edat mitjana sota el nom d'Hexaëmeron ('sis dies' en grec), erròniament atribuïda a Agustí d'Hipona. De l'Hexaëmeron circularen dues versions: la de Draconti i una segona versió modificada per Eugeni de Toledo que ampliava el text al setè dia.
És de destacar també l'anomenada Tragèdia d'Orestes (it), una obra en hexàmetres que narra la vida d'Orestes en prop de mil versos. Malgrat que aquest text no s'ha transmès inclòs entre les obres de Draconti, pel llenguatge i la mètrica que fa servir i pel tractament de la matèria que presenta sembla amb tota seguretat producció de Draconti.